# Trite uszi
Trite uszi (bułg. Трите уши) – szczyt pasma górskiego Riła, w Bułgarii, o wysokości 2711 m n.p.m. Polska nazwa szczytu to Trzy uszy.